# Ruta Estatal de California 37
La Ruta Estatal de California 37, y abreviada SR 37 (en inglés: California State Route 37) es una carretera estatal estadounidense ubicada en el estado de California. La carretera inicia en el Oeste desde la US 101     en Novato hacia el Este en la I 80     en Vallejo. La carretera tiene una longitud de 34,6 km (21.494 mi).

## Mantenimiento
Al igual que las autopistas interestatales, y las rutas federales y el resto de carreteras estatales, la Ruta Estatal de California 37 es administrada y mantenida por el Departamento de Transporte de California por sus siglas en inglés Caltrans.

## Cruces
La Ruta Estatal de California 37 es atravesada principalmente por la  SR 121  SR 29   en Sears Point y Vallejo.